# Tina Hausmann
Tina Hausmann (29 oktober 2006) is een Zwitsers autocoureur.

## Carrière

### Karting
Hausmann maakte haar autosportdebuut in het karting. In 2019 nam zij deel aan de Mini- en Junior-klassen van de Zwitserse Rotax Max Challenge, waarin zij respectievelijk achtste en vierde werd. In 2021 nam zij deel aan de OK-klasse van de ADAC Kart Masters.

### Formule 4
In 2023 stapte Hausmann over naar het formuleracing en debuteerde zij in het eerste seizoen van de Formula Winter Series voor AKM Motorsport. Al in haar eerste race op het Circuito Permanente de Jerez werd zij vierde, gevolgd door een podiumfinish in de tweede race van het weekend. Na vier races verliet zij echter de klasse weer. Met 27 punten werd zij tiende in de eindstand.
Vervolgens kwam Hausmann uit in het Italiaans Formule 4-kampioenschap en het Euro 4 Championship voor AKM als de enige full-time inschrijving van het team. In het Italiaans kampioenschap was een zestiende plaats op het Circuit Paul Ricard haar beste race-uitslag, waardoor zij puntloos veertigste in de eindstand werd. Zij behaalde wel zeven overwinningen in het vrouwenkampioenschap, waardoor zij met 310 punten de titel in deze klasse won. In de Euro 4 was een elfde plaats op het Autodromo Nazionale Monza en werd zo twintigste in de eindstand. Met zes zeges en 222 punten werd zij ook hier kampioen in de vrouwenklasse.
In 2024 begon Hausmann het seizoen in het Formule 4-kampioenschap van de Verenigde Arabische Emiraten, waar zij voor Xcel Motorsport enkel in het tweede raceweekend op het Yas Marina Circuit reed.

### F1 Academy
In 2024 stapte Hausmann over naar de F1 Academy, waarin zij voor Prema Racing reed. Zij kreeg in dit kampioenschap steun van het Formule 1-team van Aston Martin. Een vierde plaats in de seizoensfinale op Yas Marina was haar beste race-uitslag. Met 31 punten werd zij tiende in het eindklassement.